# Aldo Cantarutti
Aldo Cantarutti (Manzano, 17 gennaio 1958) è un dirigente sportivo ed ex calciatore italiano, di ruolo attaccante.

## Carriera

### Giocatore

#### Club
È cresciuto nelle giovanili del Torino, con cui ha avuto modo di esordire in Serie A il 10 aprile 1977 in Torino-Catanzaro (3-1). In seguito i granata lo cedono per un biennio in prestito. Nel 1977-1978 gioca nel Monza, segnando 2 reti in 18 partite e giocando come ala sinistra.

Cantarutti (a destra) ed Ennio Mastalli con la maglia del, nella stagione 1982-1983

In seguito passa alla Lazio, ancora in Serie A; n questa stagione gioca 9 gare. Svincolatosi dal Torino, passa al Pisa di Romeo Anconetani,  in cui gioca come boa davanti a Giorgio Barbana e Roberto Bergamaschi e mette a segno 6 reti in 24 partite. Nella stagione 1980-1981 segna 12 reti (quinto miglior marcatore del campionato).
Il presidente del Catania Angelo Massimino nell'estate 1981 lo acquista per circa 900 milioni di lire. Segna 10 reti il primo anno (tante quante il suo partner Angelo Crialesi), mentre contribuisce con 11 gol al ritorno in Serie A degli etnei nella successiva stagione.
Dopo un inizio con due reti alla sua ex squadra, il Pisa, si infortuna contro la Roma e rientra quattro partite dopo. Gioca in coppia con il centravanti Andrea Carnevale, e la squadra retrocede all'ultimo posto, con 14 reti segnate, di cui 4 portano la firma di Cantarutti. Ha segnato una rete in rovesciata contro il Milan, annullata dall'arbitro Benedetti e costata al Cibali (a causa dei tumulti che seguirono questa decisione) quattro giornate di squalifica in Serie A e due in Coppa Italia.
In seguito gioca con Ascoli e Atalanta (sempre in Serie A). Ottenuta un'altra retrocessione nelle Marche, a Bergamo, dopo un inizio con 9 reti nel 1985-1986), si infortuna. Non giocherà più in Serie A. Ha segnato il gol dell'1-1 in trasferta contro lo Sporting Lisbona nei quarti di finale della Coppa delle Coppe 1987-1988, rete che vale la qualificazione dell'Atalanta alle semifinali. Nello stesso anno conquista la sua seconda promozione in carriera, rimanendo poi tra i cadetti, nel Brescia.
A ottobre 1988 viene acquistato dal Lanerossi Vicenza. È l'ultimo capitolo della sua carriera da calciatore: con i veneti torna a segnare conquistando la salvezza nel campionato di Serie C1. Poi lascia il calcio giocato.

#### Nazionale
Cantarutti ha anche avuto una brevissima parentesi azzurra. Il 21 febbraio 1979 Azeglio Vicini lo fece esordire con l'Under-21 nella partita contro la nazionale maggiore dell'Unione Sovietica, dove gli azzurrini persero 1-0. L'attaccante friulano vestì poi la maglia della rappresentativa di Serie B.

### Dirigente
Ritiratosi, ha lavorato come osservatore e responsabile dell'area tecnica. Ha iniziato con l'Atalanta, per proseguire con il Valencia, il Lecce, il Celta Vigo e dal 2004-2005 con il L.R. Vicenza. In seguito ha lavorato come osservatore per il Lecce.

#### Cinema
A livello mediatico, è noto al grande pubblico per essere stato protagonista dei due gol dell'immaginaria vittoria del Catania in casa della Juventus, che permise a Lino, interpretato da Lino Banfi nel film Al bar dello sport, di fare 13 al Totocalcio. 